# Malene Choi
Malene Choi Jensen (koreanisch 말레네 최 젠슨; * 1973) ist eine südkoreanisch-dänische Regisseurin und Drehbuchautorin.

## Leben und Werk
Sie wurde in Südkorea geboren und wuchs nach einer Adoption in Dänemark auf. Malene Choi studierte an der staatlichen Den Danske Filmskole mit dem Schwerpunkt Dokumentarfilm und Regie und schloss im Jahr 2005 ihr Studium ab. Ihr Abschlusskurzfilm InshAllah erhielt im Jahr 2006 eine lobende Erwähnung beim Hot Docs Canadian International Documentary Festival in Toronto. Ihr Kurzfilm Creature gewann 2013 den Robert Award für den besten dänischen Kurzfilm.

### Filmische Aufarbeitung der Herkunft und Lebensgeschichte
Nach dem Ende des Koreakriegs im Jahr 1953 wurden mehr als 200.000 Säuglinge per Adoption ins Ausland vermittelt. Malene Choi Jensen erfuhr über den Umfang der Geldzahlungen bei diesen transnationalen Adoptionen. Sie äußerte dazu in einem Interview: „Ich war so schockiert, als ich von den Forschungsergebnissen hörte, weil ich nie dachte, dass ich Opfer von Menschenhandel geworden bin“. Neugier und Empörung und das Überwinden einer inneren Leere waren die Motivation, sich filmisch mit den verschiedenen Aspekten dieses komplizierteren und komplexeren sozialen Prozesses auseinanderzusetzen. Nachdem sie sich persönlich stark genug fühlte, reiste sie 2007 zum ersten Mal nach Korea. Ihre leiblichen Eltern fand sie dabei nicht.
Das Langfilm-Debüt The Return ist der erste Film, in dem sie das Thema der eigenen transnationalen Adoption fiktional-dokumentarisch verarbeitet. Die Protagonisten, die sich auf der Suche nach den eigenen Wurzeln begeben, sind sowohl echte Adoptivkinder, die Malene Choi Jensen in Seoul traf, als auch einige gecastete Schauspieler. Der Film feierte seine Premiere in der Kategorie Bright Future beim International Film Festival Rotterdam 2018 und erhielt eine lobende Erwähnung. Später wurde er auf mehreren internationalen Festivals gezeigt und gewann den FIPRESCI-Preis als lobende Erwähnung beim Göteborg International Film Festival 2018. Malene Choi erhielt für The Return den Preis für den besten Film in der Kategorie Meeting Point bei der Semana Internacional de Cine de Valladolid 2018 und den Sonderpreis der Jury beim Jeonju International Film Festival 2018.
Ihr Film Stille Liv lief in der Sektion Panorama auf den Internationalen Filmfestspielen Berlin 2023 und errang einen FIPRESCI-Preis. Es ist der zweite Film des Werkzyklus, der das Thema transnationale Adoption in Dänemark darstellt. Malene Choi verarbeitet wieder eigene Erfahrungen und die eigene Gefühlswelt sowie die schwierige Beziehungsbildung in Adoptivfamilien als Stummfilm.

## Filmografie
- 2001: Essay; Regie, Drehbuch, Kamera, Schnitt[7][8]
- 2003: Søster Palsang Amor; Regie[8]
- 2004: Con ella; Regie[8]
- 2005: InshAllah, Kurz-Dokumentarfilm; Regie, Kamera[3][8]
- 2007: Voice over Voice, Kurz-Dokumentarfilm; Regie, Drehbuch, Kamera, Schnitt[3][8]
- 2008: CLIPS; Regie[8]
- 2012: Dyret (Creature), Kurzfilm; Regie, Drehbuch[3][8]
- 2014: Wood[7]
- 2015: Nature[7]
- 2016: Forest[7]
- 2017: Hende[7]
- 2018: The Return, Regie[3][8]
- 2023: Stille Liv (The Quiet Migration); Regie, Drehbuch, Schnitt[7][8]